# Holothuria parvula
Holothuria parvula är en sjögurkeart som först beskrevs av Emil Selenka 1867.  Holothuria parvula ingår i släktet Holothuria och familjen Holothuriidae. Inga underarter finns listade i Catalogue of Life.